# 甘利氏
甘利氏（あまりし）は、日本の氏族の1つ。甲斐源氏武田氏の分家・甲斐一条氏の一族である。

## 概要
甘利氏は武田氏の祖武田信義の子で、甲斐国巨麻郡余戸郷に比定されている甘利荘を本貫とした一条忠頼の子行忠を始祖とする。行忠は甘利荘内に館を構えて甘利氏を称したという。館跡は現在の山梨県韮崎市旭町上條北割の大輪寺境内にある。

## 鎌倉時代
鎌倉時代の元暦元年（1184年）6月14日、忠頼は鎌倉の源頼朝の刺客により誅殺され、子・行忠も父に連座して常陸国に配流・翌年4月に殺害された。頼朝による甲斐源氏の勢力削減策の一環とみられる。
甘利荘はこの際に接収されており、鎌倉後期には北条得宗領となっている。ただし南北朝期の訴状で、甘利荘が忠頼の子孫に返付されたことが先例にみえ、甘利荘は北条領から甲斐源氏一族に返却されたと考えられているが、甘利氏の下に戻ったのかは不詳。「忠頼の子孫」も、甘利行忠の子・行義とその弟上条頼安を指すとも、行忠の従弟で忠頼系甲斐一条氏の名跡を継いだ一条信長かともされる。
『続群書類従』の「武田系図」によれば、甘利行忠の子・行義の後は、頼高―頼行―宗信と続いているが。それ以降は不明である。

## 戦国時代
その後、甘利氏は断片的に史料に登場し、戦国時代には武田氏家臣の譜代家老で「両職」を務めたと言われる甘利虎泰（備前守）、虎泰の子甘利信忠（昌忠）とその子息・信頼、信忠の弟とされる甘利信康（郷左衛門尉）、武田勝頼に仕えた甘利信恒（三郎次郎、信康の子か）ら甘利姓の人物が武田家臣として見える。ただし一族が甘利荘に拠ったかは不明瞭である。
甘利信康は虎泰の次男で、天正3年（1575年）5月21日の長篠の戦いにおいて戦死したという。信康の子・信恒（三郎次郎）は事跡不明であるが、『当代記』によれば天正4年9月に遠江国小山の陣中で殺害されたとしている。
信忠の子・信頼（二郎四郎）は永禄10年（1567年）に信忠が死去すると、幼少であったため『甲陽軍鑑』によれば米倉丹後守が「陣代」を務めたという。さらに甘利信康が名代であったとも考えられている。信頼も長篠の戦いにも従軍し、以後勝頼に仕えて活動している。

## 武田氏滅亡時
『甲乱記』によれば、天正10年（1582年）3月の武田氏滅亡の際には大熊長秀・秋山摂津守とともに離反した人物に「甘利左衛門尉」があり、これが甘利信頼を指しているとも考えられている。その後の動向は不明。

## 近現代
自民党の衆議院議員で、麻生内閣では内閣府特命担当大臣、第2次安倍内閣では内閣府特命担当大臣（経済財政政策担当）に就任した甘利明はこの一族の子孫を自称している。